# Poiseul
Poiseul település Franciaországban, Haute-Marne megyében. Lakosainak száma 71 fő (2022. január 1.). Poiseul Andilly-en-Bassigny, Bonnecourt, Val-de-Meuse, Neuilly-l’Évêque és Plesnoy községekkel határos.

## Népesség
A település népességének változása:
| Lakosok száma | 121  | 77   | 76   | 76   | 75   | 74   | 72   | 71   | 70   | 71   |
|               | 1968 | 1990 | 2006 | 2011 | 2015 | 2016 | 2018 | 2019 | 2021 | 2022 |